# Nick Baumgartner
Pour les articles homonymes, voir Baumgartner.
Nick Baumgartner, né le 17 décembre 1981 à Iron River (Michigan), est un snowboardeur américain. Au cours de sa carrière, il fut médaillé de bronze de snowboardcross en 2009 à Gangwon (Corée du Sud) derrière l'Autrichien Markus Schairer et le Français Xavier de Le Rue, et a remporté sa première épreuve de coupe du monde en snowboardcross lors de la saison 2008 à Lake Placid (États-Unis), il est également monté une fois sur un podium avec une seconde place à Stoneham (Canada) derrière le Français Pierre Vaultier en 2007. Il a aussi participé aux Jeux olympiques en 2010, 2014 et 2018.

## Palmarès

### Jeux olympiques
- : Médaille d'or en snowboardcross par équipe aux JO 2022

### Championnats du monde
- Championnats du monde 2009 à Gangwon (Corée du Sud):
  -  Médaille de bronze en snowboardcross.
- Championnats du monde 2015 à Kreischberg (Autriche):
  -  Médaille de bronze en snowboardcross.

### Coupe du monde
- Meilleur classement général : 11e en 2009.
- Meilleur classement du snowboardcross : 3e en 2009.
- 14 podiums dont 2 victoires en snowboardcross.